# Eric Lenneberg
Eric Lenneberg   (Düsseldorf, 19 de setembre de 1921 - White Plains, 31 de maig de 1975) fou un lingüista i neuròleg, capdavanter en les idees de l'adquisició del llenguatge i la psicologia cognitiva. Particularment en els conceptes de la infantesa. Lenneberg va ser un dels lingüistes més famosos del segle XX i és considerat cofundador de la biolingüística. De 1935 a 1945 va viure al Brasil, on havia fugit dels nazis amb la seva família com a jueu. Malgrat els seus orígens, l'abast de la seva obra lingüística es va limitar essencialment als EUA.

## Biografia
D'origen jueu, fill del pediatre Robert Lenneberg i va passar la seva infància a Düsseldorf fins al 1933. Allà va assistir a l'escola primària. Va abandonar l'Alemanya nazi per la llavors creixent persecució. Primer va instal·lar-se al Brasil amb la seva família i després als Estats Units, on va anar a la Universitat de Chicago i a la de Harvard, com a professor de psicologia i neurobiologia.
Després d'una estada al Brasil, va estudiar als Estats Units. Va obtenir la llicenciatura a Chicago el 1949 i va continuar els seus estudis de lingüística allà.
Com a professor de psicologia i neurobiologia, va impartir classes a la Facultat de Medicina de Harvard, la Universitat de Michigan i la Facultat de Medicina de la Universitat Cornell, especialitzant-se en l'adquisició del llenguatge i la psicologia cognitiva. Com a científic, va ser membre de diverses organitzacions científiques dels Estats Units. A través de les seves col·laboracions amb, per exemple, Noam Chomsky i George A. Miller, va ser un investigador respectat.
En el seu llibre Fonaments biològics del llenguatge (l'únic llibre en traducció alemanya) va propagar la teoria del "període crític" en el desenvolupament del llenguatge; un fet que ha estat i encara és controvertit a tot el món, sovint anomenat finestra temporal. Lenneberg creia que qualsevol persona que no hagi après a parlar als 14 anys no ho tornaria a aprendre (completament). La "lateralització del cervell" és completa a aquesta edat, i una lesió al centre del llenguatge a aquesta edat podria significar la pèrdua del llenguatge, mentre que abans encara es podia compensar. En poques paraules: "Hem de suposar que la capacitat del nen per aprendre el llenguatge és una conseqüència de la maduració (...) El llenguatge primari no es pot adquirir amb la mateixa facilitat a totes les edats". El lingüista anglès David Crystal escriu, entre altres coses, la hipòtesi del període crític és controvertida perquè l'evidència patològica és imprecisa. L'argumentació dins del desenvolupament del llenguatge també està lluny de ser clara. Fins i tot la neuropsicologia assenyala que la lateralització del cervell es completa molt abans de la pubertat, cosa que fa que la definició del "període crític" sigui molt imprecisa. La relació entre la lateralització i el llenguatge és ambigua. Hannelore Grimm i Sabine Weinert també van assenyalar que les suposicions més antigues sobre la lateralització són incorrectes perquè els desenvolupaments inicials en el sentit de lateralització ja es produeixen en els nounats. No obstant això, no es pot negar que Lenneberg ha enriquit immensament la discussió sobre l'adquisició del llenguatge amb les seves nombroses publicacions i investigacions.